# Przenośnik taśmowy

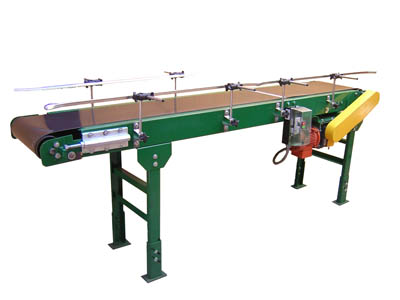
Przenośnik taśmowy w fabryce

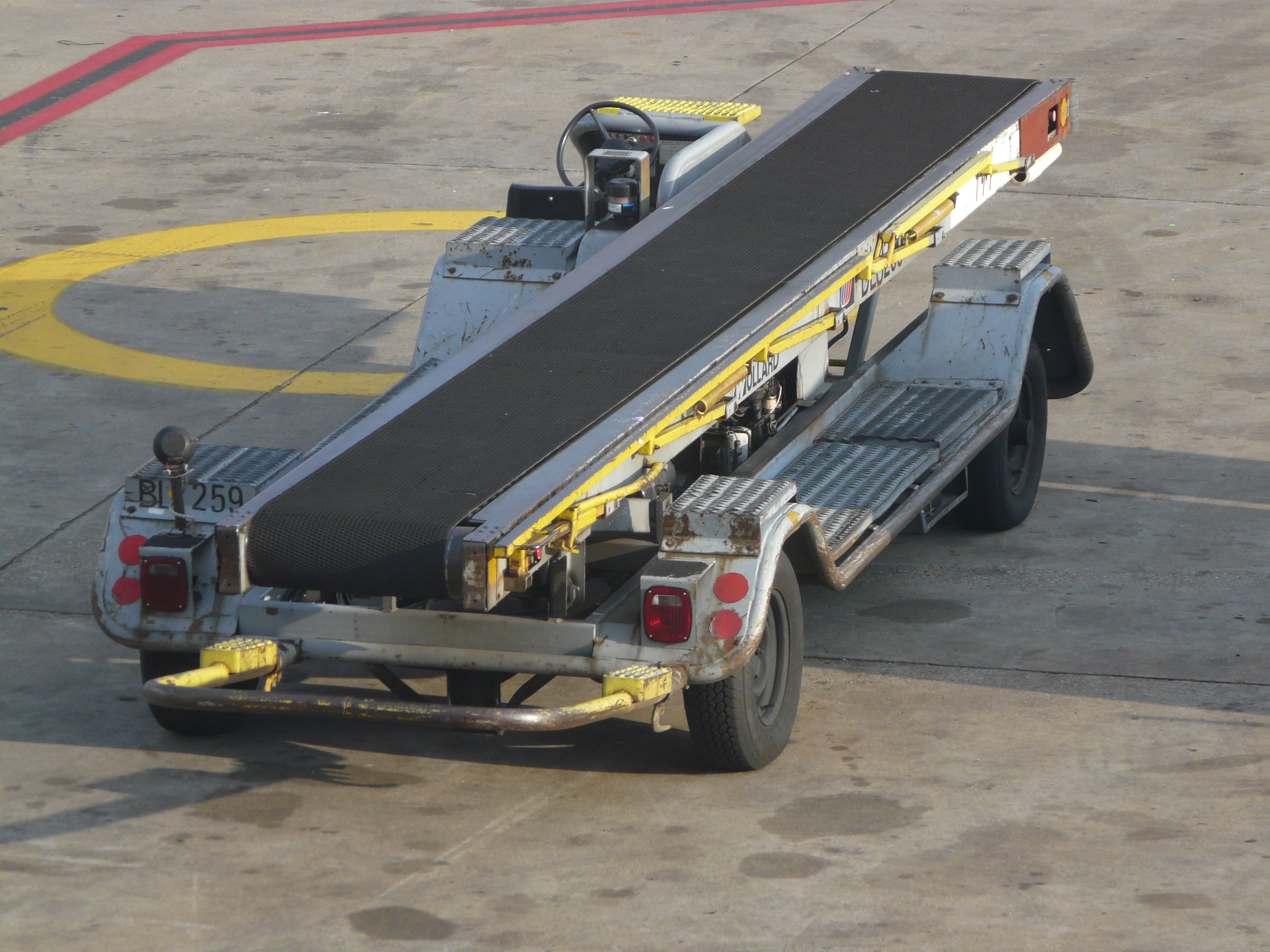
Samojezdny przenośnik taśmowy do bagaży na lotnisku

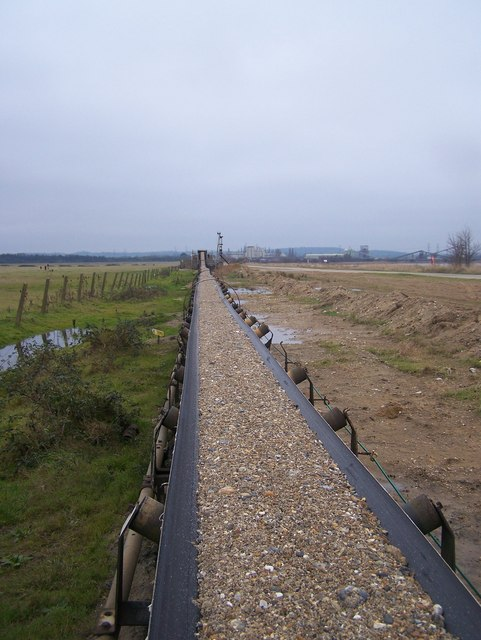
Przenośnik taśmowy do transportu urobku w żwirowni

Przenośnik taśmowy – urządzenie transportowe o charakterze ciągłym, zwykle stosowane do transportu materiałów sypkich lub drobnych, używane w magazynach, składowiskach, kopalniach kruszywa, placach budów itp., a także na liniach produkcyjnych oraz w mniejszym rozmiarze w sklepach (znany jako taśma sklepowa)
Istnieje wiele konstrukcji przenośników taśmowych. Prawie wszystkie napędzane są silnikami elektrycznymi. Najczęściej spotykanym jest przenośnik składający się z taśmy transportowej (przenośnikowej) połączonej w pętlę, podpartej na rolkach zwanych krążnikami, napędzany za pomocą jednego lub wielu bębnów napędowych. Taśma jest napinana za pomocą mniej lub bardziej skomplikowanych urządzeń napinających (śruba rzymska, napinacze sprężynowe, nadążne, grawitacyjne, hydrauliczne lub pneumatyczne). Przy transporcie materiałów mogących oblepiać taśmę (szlam, stłuczka szklana, cukier, smary) montowane są także urządzenia do czyszczenia taśmy (szczotki, noże, skrobaki).
Taśma w przenośniku taśmowym wykonana jest najczęściej z gumy, silikonu, elastycznego tworzywa sztucznego, a nawet bawełny, wzmacniana stalowym drutem. Istnieją też przenośniki, w których rolę nośnika pełni taśma lub siatka stalowa (o różnorakim splocie) – takie konstrukcje stosowane są np. na liniach technologicznych przechodzących przez piece, myjki itp.
Istnieją przenośniki napędzane linami bądź łańcuchami, przenośniki z taśmą wyposażoną w poprzeczki (zabieraki) ułatwiające transport materiałów pod dużymi kątami, czy przenośniki z taśmą przykrywającą nosiwo. W długich przenośnikach taśma powrotna może być odwracana. Innym rozwiązaniem jest konstrukcja z taśmą zwijaną w rurę w środkowej części trasy przenośnika – dzięki temu materiał transportowany jest chroniony przed czynnikami zewnętrznymi, a trasa przenośnika może przebiegać po łukach.
Przenośniki mogą być wyposażane np. w wagi lub inne mierniki przepływu przenoszonego materiału, wykrywacze metali. Pracę przenośnika zabezpieczają sygnalizatory zerwania taśmy, przeciążenia, czujniki temperatury, zbiegania taśmy, sygnalizatory awarii itp. 
Przenośniki taśmowe lub łańcuchy następujących po sobie takich przenośników mogą transportować materiały na wielokilometrowe odległości. Stosowane są wszędzie tam, gdzie transport kołowy jest utrudniony lub mniej ekonomiczny, jak również do przenoszenia materiałów z miejsca niższego na wyższe. W kopalniach podziemnych przenośniki taśmowe, po wyposażeniu w urządzenia zabezpieczające i sygnalizacyjne, mogą służyć do transportu pracowników – najczęściej w pozycji klęczącej.
W kopalniach odkrywkowych stosuje się przenośniki, których położenie jest zmieniane w trakcie przesuwania frontu robót za pomocą tzw. mostów skarpowych.